# Coppa dei Campioni 1986-1987 (pallavolo maschile)
La Coppa dei Campioni di pallavolo maschile 1986-1987, organizzata dalla Confédération Européenne de Volleyball (CEV), è stata la 28ª edizione del massimo torneo pallavolistico europeo.

## Fase finale
La fase finale del torneo ha visto la partecipazione di quattro squadre, che si sono affrontate in un girone all'italiana. Le partite si sono svolte dal 27 al 29 marzo 1987 allo Sport Zentrum di Hertogenbosch.
La vittoria finale è andata per la decima volta al CSKA Mosca, seguito dagli italiani della Pallavolo Modena e dagli olandesi del Martinus Amstelveen.
| Incontri |                 |     |                                 |
|          |                 |     |                                 |
| 27-3     | Modena-Sofia    | 3-2 | 14-16, 15-9, 8-15, 16-14, 17-15 |
| 27-3     | Martinus-Mosca  | 0-3 |                                 |
| 27-3     | Modena-Martinus | 3-1 | 15-2, 15-8, 18-20, 16-14        |
| 27-3     | Mosca-Sofia     | 3-1 |                                 |
| 27-3     | Modena-Mosca    | 1-3 | 8-15, 15-8, 7-15, 2-15          |
| 27-3     | Martinus-Sofia  | 3-2 |                                 |

### Classifica
| Girone finale | Girone finale       | Girone finale | Partite | Partite | Set | Set | Set   | Punti Set | Punti Set | Punti Set |
| #             | Squadra             | Pt            | V       | P       | V   | P   | Qz    | V         | P         | Qz        |
| ------------- | ------------------- | ------------- | ------- | ------- | --- | --- | ----- | --------- | --------- | --------- |
| 1             | CSKA Mosca          | 6             | 3       | 0       | 9   | 1   | 9.000 | 143       | 76        | 1.882     |
| 2             | Panini              | 5             | 2       | 1       | 7   | 6   | 1.167 | 166       | 166       | 1.000     |
| 3             | Martinus Amstelveen | 4             | 1       | 2       | 4   | 7   | 0.571 | 118       | 144       | 0.819     |
| 4             | CSKA Sofia          | 3             | 0       | 3       | 3   | 9   | 0.333 | 129       | 170       | 0.759     |